# 諾布爾伯勒 (緬因州)
諾布爾伯勒（英語：Nobleboro）是一個位於美國緬因州林肯縣的鎮。

## 人口
根據2020年美國人口普查的數據，諾布爾伯勒的面積為59.85平方千米，當中陸地面積為49.03平方千米，而水域面積為10.82平方千米。當地共有人口1791人，而人口密度為每平方千米30人。